# Move Like This
Move Like This è il settimo ed ultimo album studio del gruppo musicale statunitense The Cars. Il disco viene pubblicato il 10 maggio 2011 alla distanza di ben 24 anni dal loro ultimo lavoro, Door to Door del 1987.
I componenti del gruppo sono gli stessi di allora, a parte Benjamin Orr che è morto nel 2000 a causa di un cancro al pancreas.
I testi e le musiche di tutti i brani sono composti da Ric Ocasek.

## Tracce
1. Blue Tip – 3:13
2. Too Late – 4:03
3. Keep On Knocking – 3:52
4. Soon – 4:22
5. Sad Song – 3:38
6. Free – 3:17
7. Drag On Forever – 3:37
8. Take Another Look – 4:46
9. It's Only – 3:01
10. Hits Me – 3:51